# Symplocos
Symplocos ist die einzige Pflanzengattung der monogenerischen Familie der Symplocaceae innerhalb der Ordnung der Heidekrautartigen (Ericales), mit etwa 250 bis 300 Arten.

## Beschreibung

### Vegetative Merkmale
Symplocos-Arten sind meist immergrüne (Symplocos paniculata ist laubabwerfend) Bäume und Sträucher. Die wechselständig und spiralig oder zweireihig an den Zweigen angeordneten, oft süßschmeckenden Laubblätter sind in Blattstiel und Blattspreite gegliedert. Die einfachen Blattspreiten besitzen einen glatten, gezähnten oder drüsig gezähnten Blattrand. Nebenblätter fehlen.

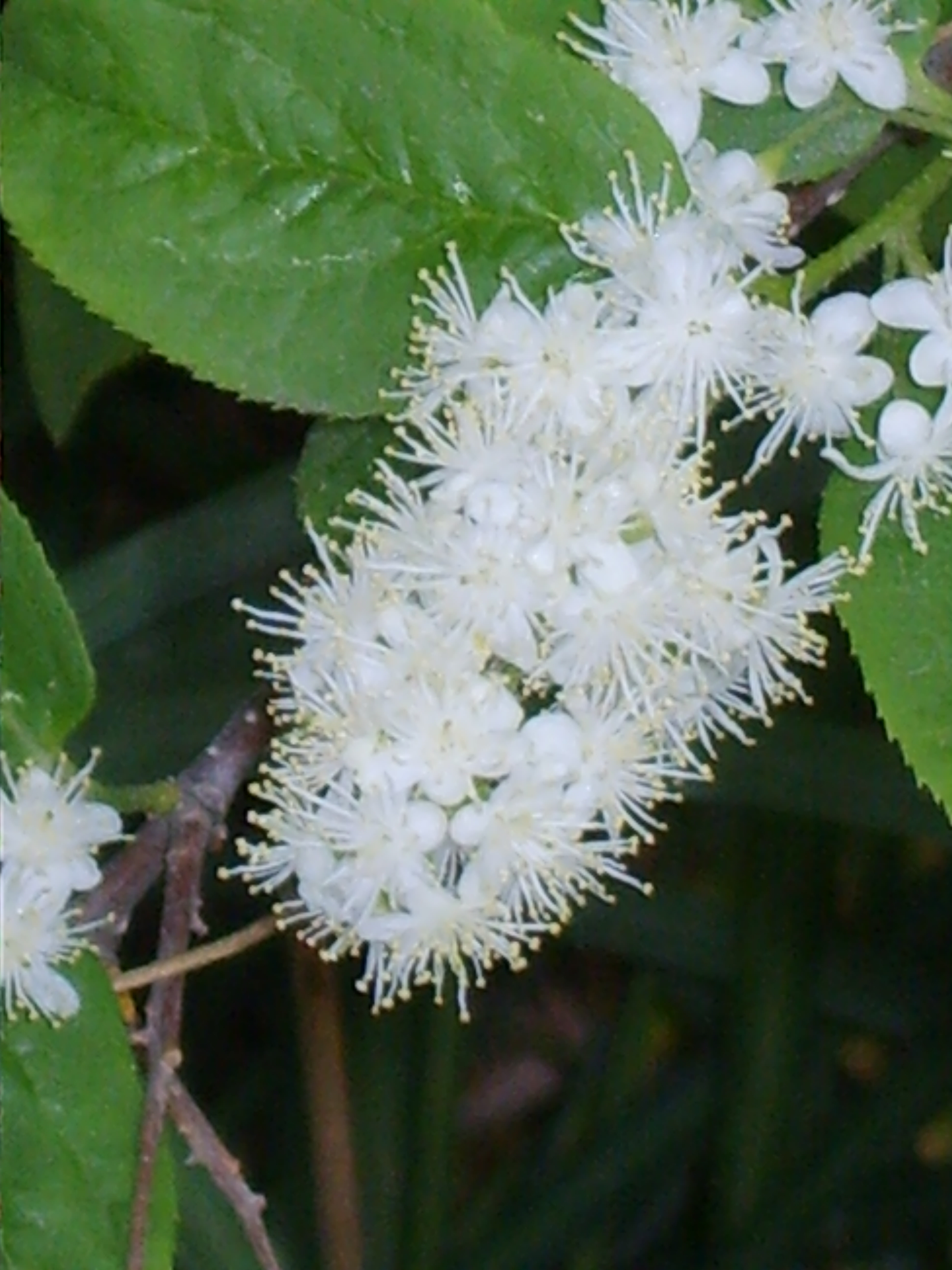
Symplocos paniculata, blühend

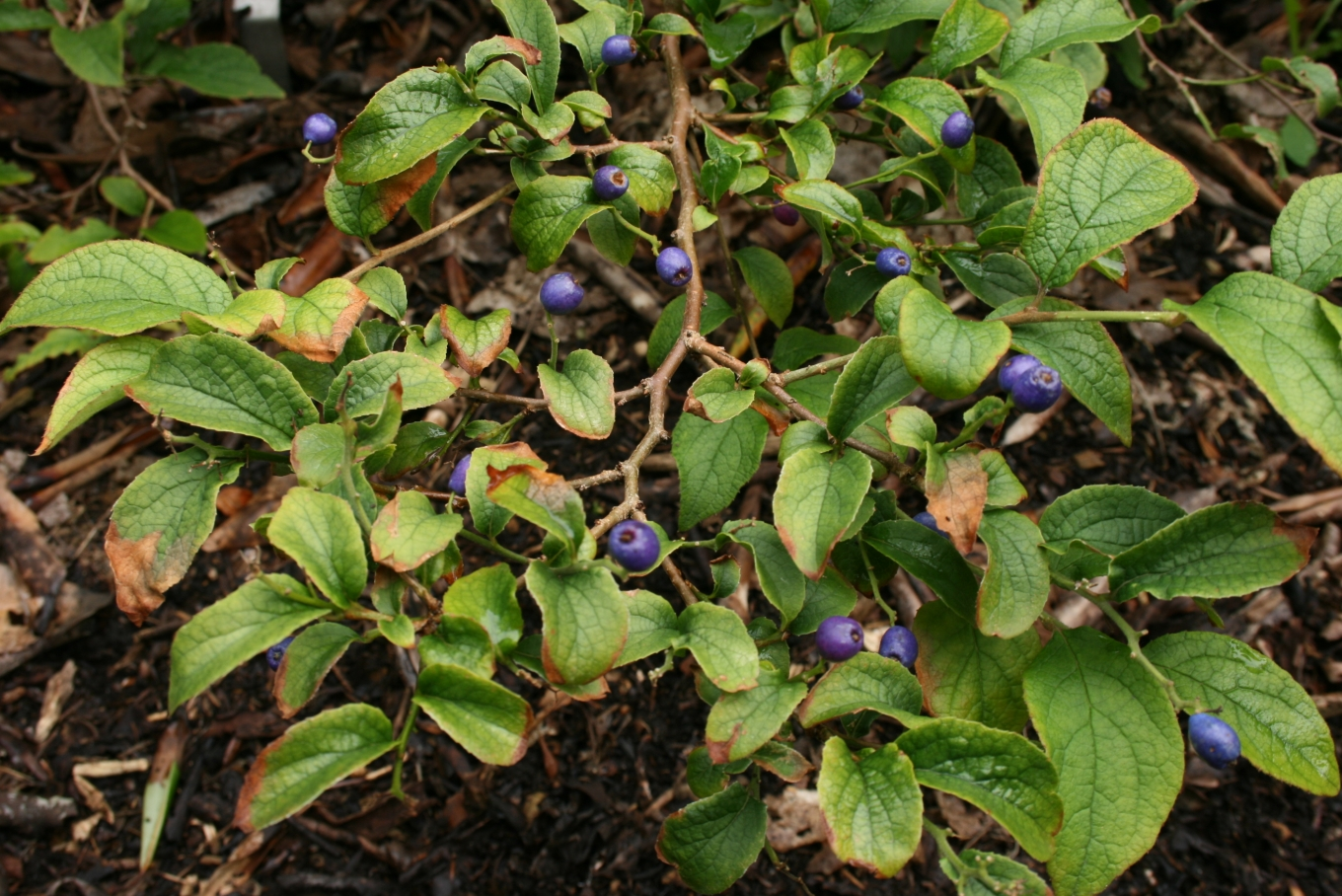
Früchte und Blätter von Symplocos paniculata

### Generative Merkmale
Die Blüten stehen selten einzeln oder meist in einfachen oder verzweigten, traubigen, ährigen, rispigen oder kugeligen Blütenständen zusammen. Die Blüten stehen meist über einem Trag- und zwei Deckblättern; selten fehlen diese Hochblätter oder es sind mehr vorhanden. 
Die radiärsymmetrischen, meist kleinen Blüten sind meist zwittrig, selten eingeschlechtig mit doppelter Blütenhülle (Perianth). Die (drei bis) meist fünf Kelchblätter sind nur am Grund verwachsen. Die (drei bis) meist fünf weißen oder gelben Kronblätter sind zu einer kurzen Kronröhre verwachsen. Es sind selten vier oder fünf, meist zehn, fünfzehn oder mehr (bis 100) Staubblätter vorhanden. Die mit der Basis der Kronröhre verwachsenen Staubfäden sind untereinander frei oder zu mehreren untereinander verwachsen. Die Staubbeutel sind fast kugelig. Zwei bis fünf Fruchtblätter sind zu einem synkarpen, meist unterständigen oder manchmal halbunterständigen, zwei- bis fünfkammerigen Fruchtknoten verwachsen. Jede Fruchtknotenkammer enthält zwei bis vier Samenanlagen. Am Fruchtknoten ist meist ein ringförmiger, zylindrischer oder fünflappiger Diskus mit fünf Drüsen vorhanden. Der dünne Griffel endet in einer kleinen, kopfigen oder zwei- bis fünflappigen Narbe.
Es werden meist einsamige Steinfrüchte gebildet, es gibt aber auch Arten mit zwei- bis fünfsamigen Beeren. Die Samen besitzen viel Endosperm, einen geraden oder gekrümmten Embryo und sehr kurze Keimblätter (Kotyledonen).

## Verbreitung
Sie sind weitverbreitet in den Tropen und Subtropen, fehlen jedoch in Afrika. Im Tertiär (Eozän) war die Gattung Symplocos in Europa sehr häufig, wie viele Fossilfunde belegen. 42 Arten kommen in China vor, 18 davon nur dort.

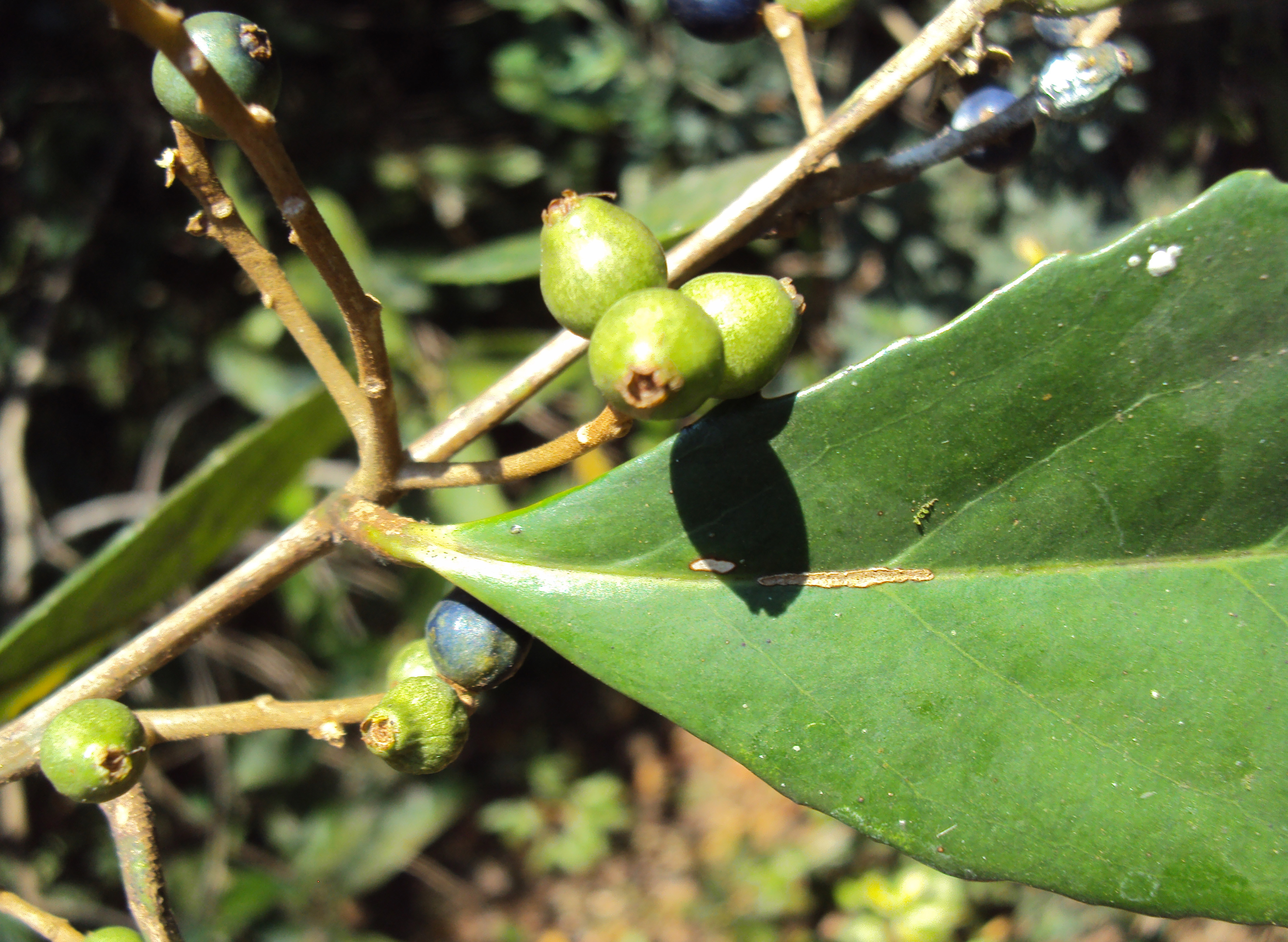
Früchte von Symplocos cochinchinensis

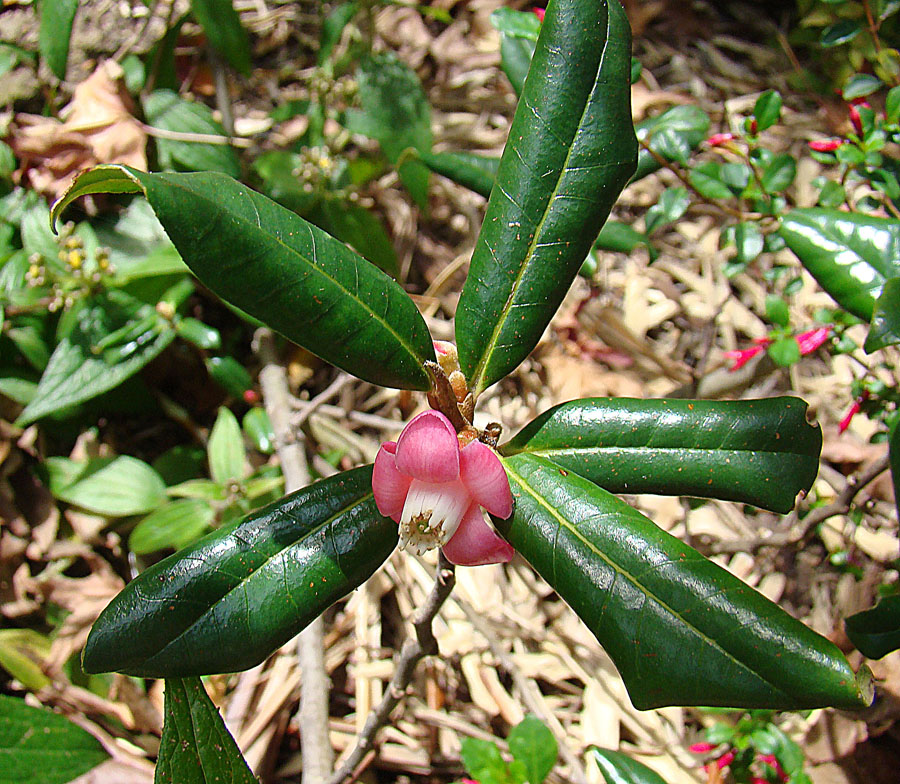
Symplocos matudae

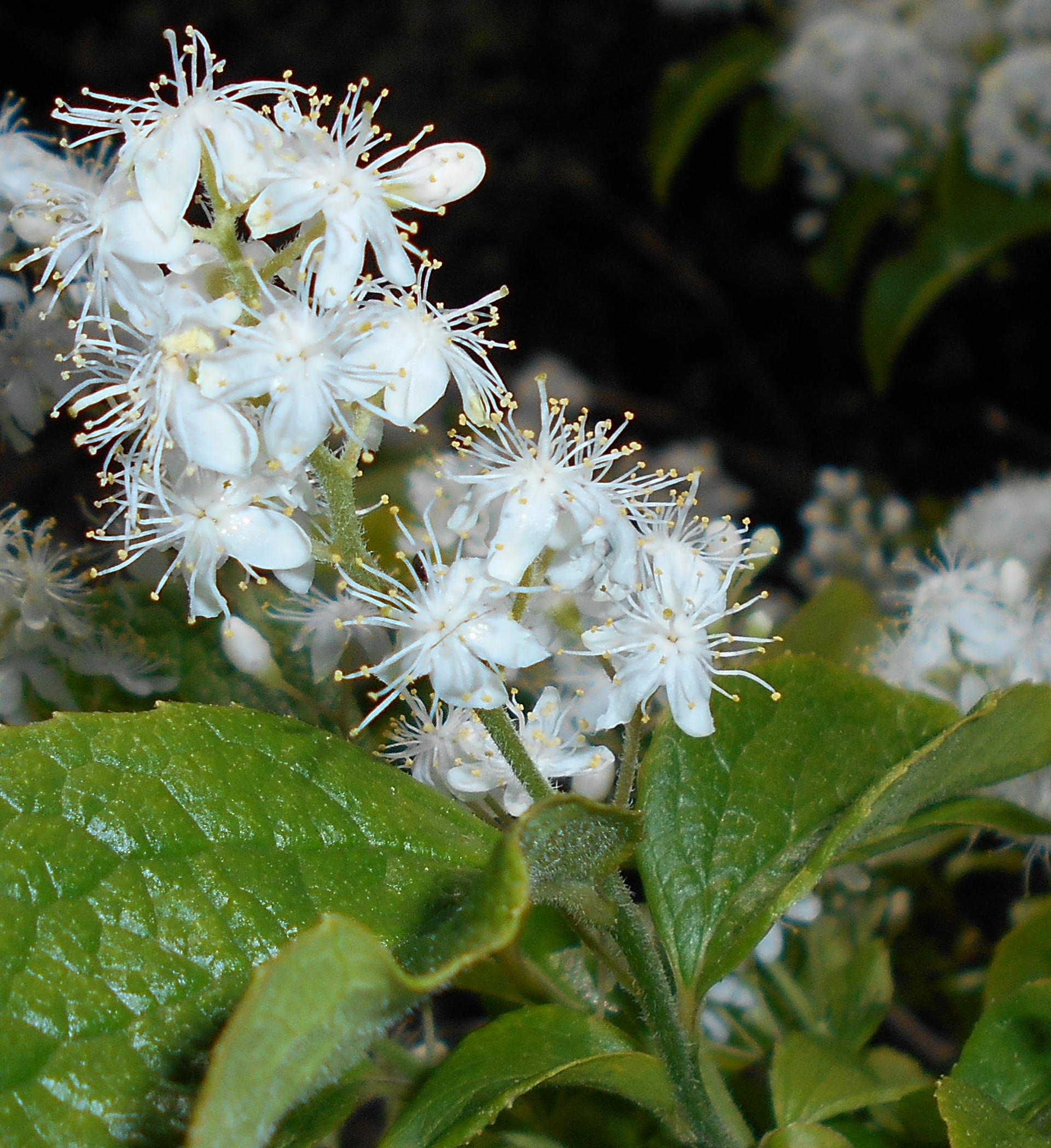
Blüten von Symplocos paniculata

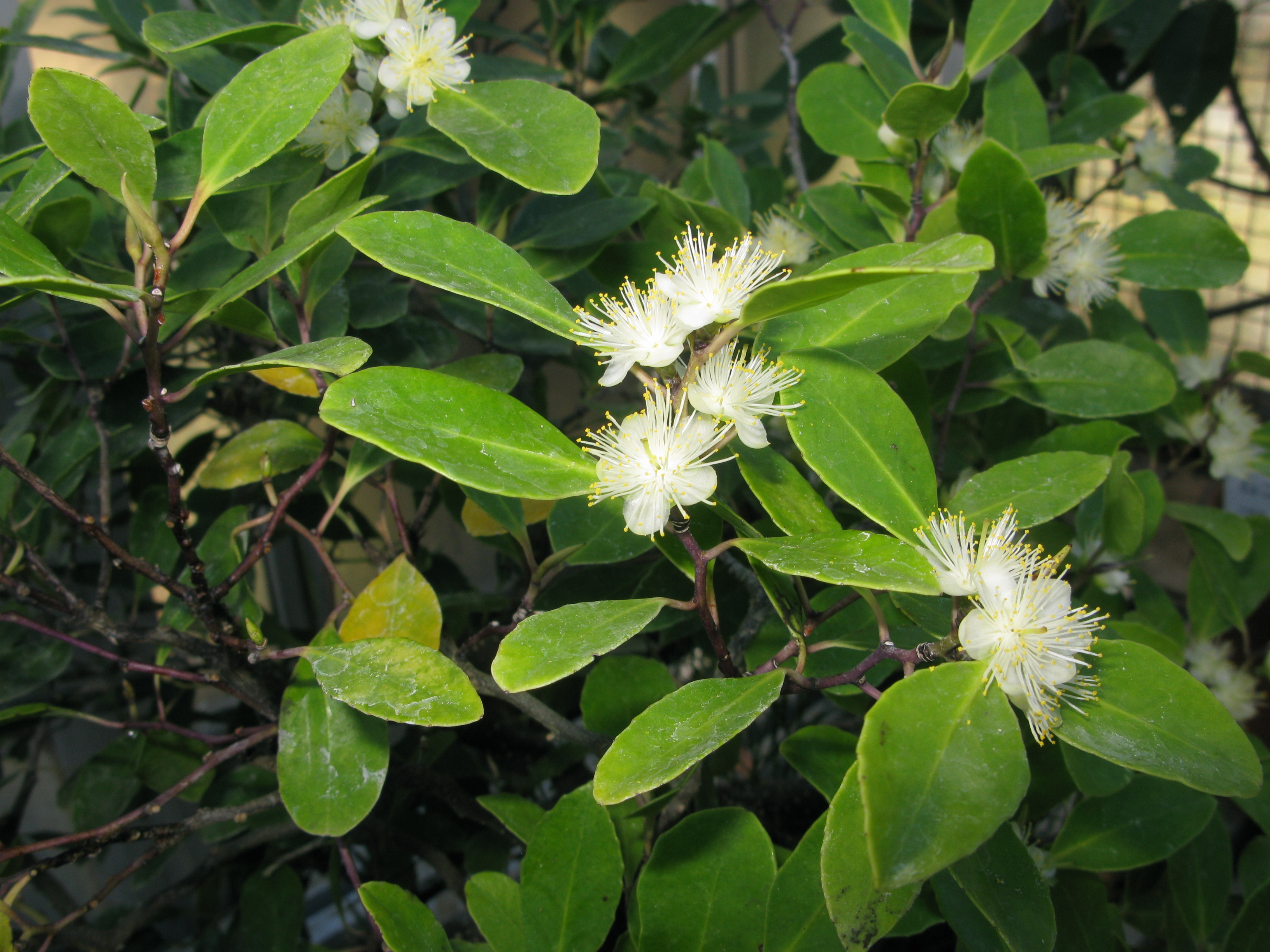
Symplocos pergracilis

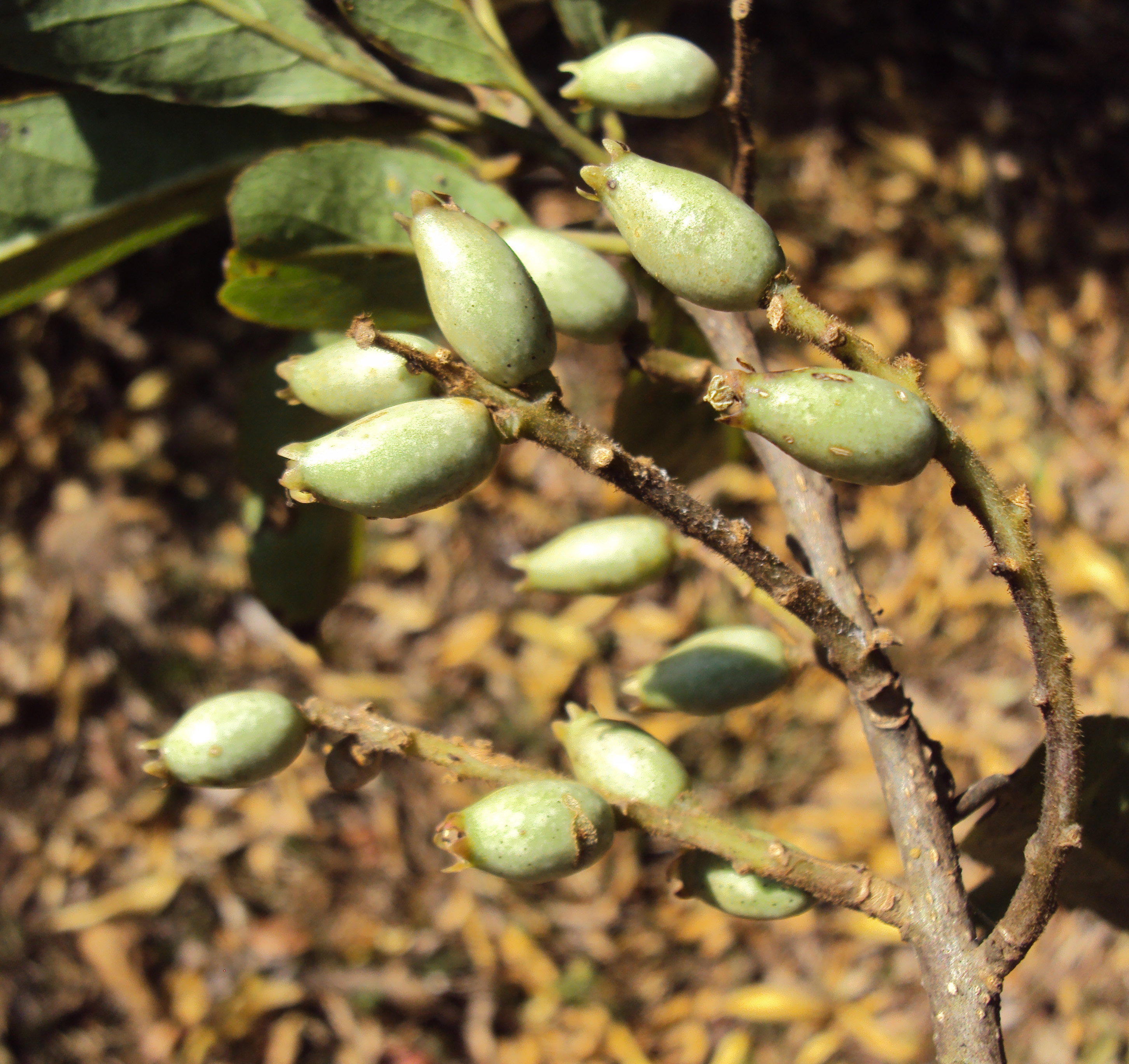
Symplocos racemosa, Früchte

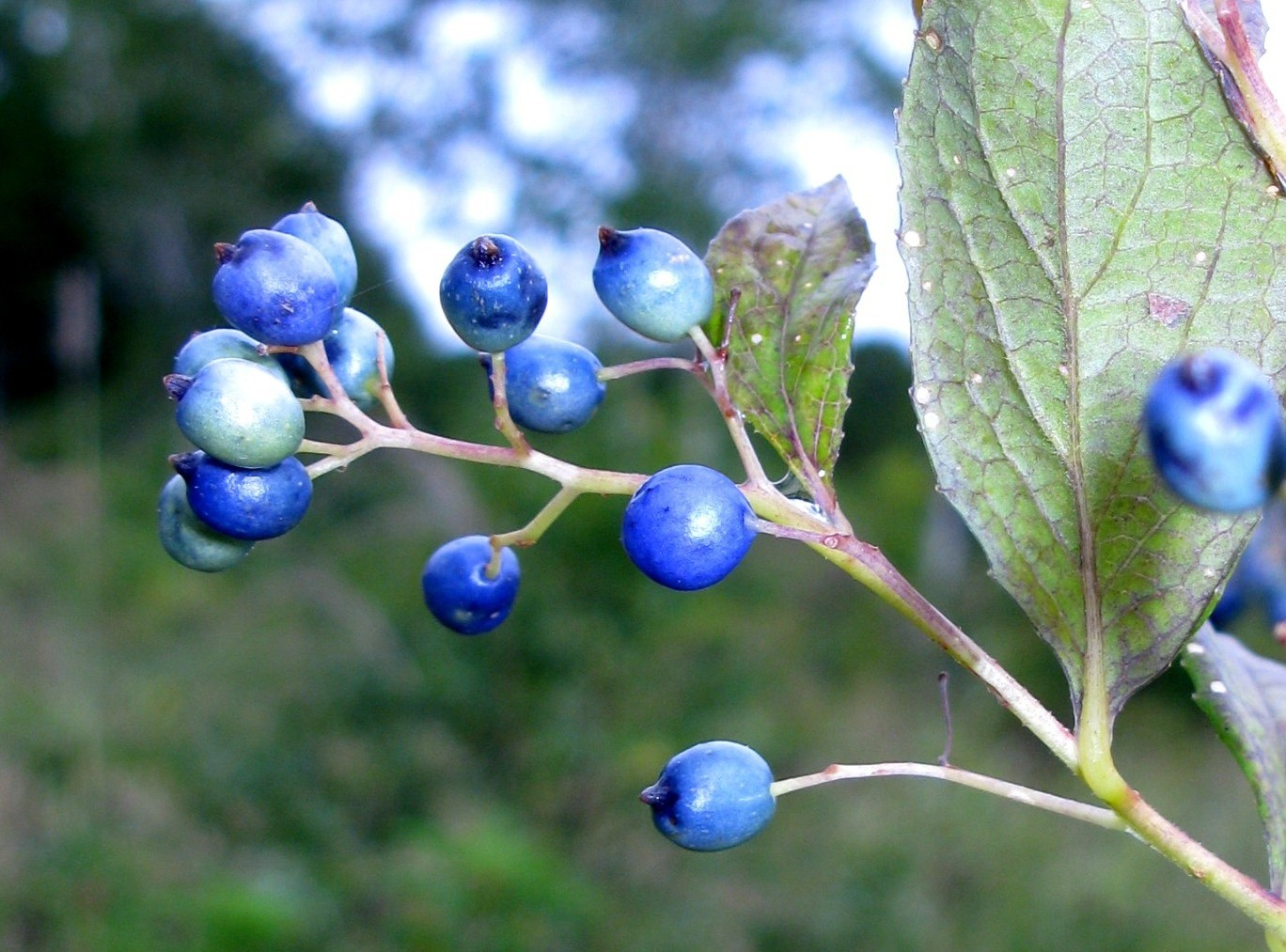
Symplocos sawafutagi, Früchte

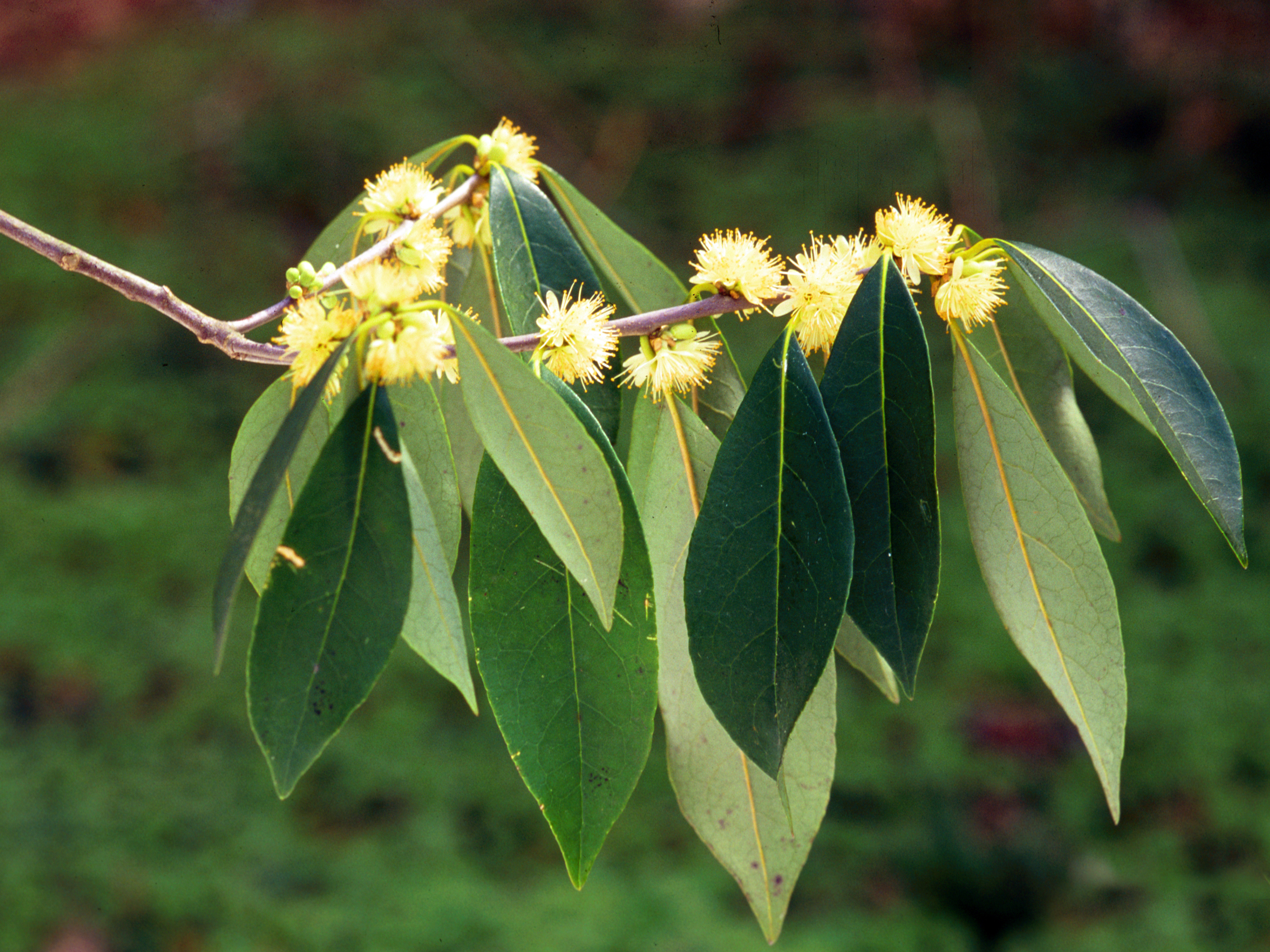
Symplocos tinctoria

## Systematik
Synonyme für Symplocos Jacq. sind: Cordyloblaste Hensch. ex Moritzi, Hopea Garden ex L. nom. rej., Palura (G.Don) Miers.
Die Gattung Symplocos enthält etwa 250 bis 320 Arten (Auswahl):
- Symplocos adenophylla Wallich ex G.Don: Sie kommt in Indonesien, Malaysia, auf den Philippinen, in Thailand, Vietnam und in China vor.[2]
- Symplocos adenopus Hance: Sie kommt in China vor.[2]
- Symplocos anomala Brand: Sie kommt in Indonesien, Malaysia, Myanmar, Thailand, Vietnam, auf Okinawa und in China vor.[2]
- Symplocos atlantica Aranha: Heimat ist der Küstenregenwald in Brasilien.[3]
- Symplocos atriolivacea Merrill & Chun ex H.L.Li: Sie kommt in China und in Vietnam vor.[2]
- Symplocos austrosinensis Handel-Mazzetti: Sie kommt in China vor.[2]
- Symplocos chaoanensis (Lour.) S.Moore: Sie kommt in China vor.[2]
- Symplocos cochinchinensis (Lour.) S.Moore (Syn.: Myrtus laurinus Retz., Symplocos laurina Wall. ex G.Don): Sie kommt in zwei Unterarten in Asien, Australien, auf den Fidschi-Inseln und auf Vanuatu vor.[1]
- Symplocos congesta Bentham: Sie kommt in China vor.[2]
- Symplocos crassilimba Merrill: Sie kommt auf Hainan vor.[2]
- Symplocos dolichotricha Merrill: Sie kommt in China und Vietnam vor.[2]
- Symplocos dryophila C.B.Clarke ex J.D.Hooker: Sie kommt in Indien, Nepal, Myanmar, Thailand, Vietnam und in China vor.[2]
- Symplocos euryoides Handel-Mazzetti: Sie kommt auf Hainan vor.[2]
- Symplocos fordii Hance: Sie kommt in Guangdong vor.[2]
- Symplocos fukienensis Ling: Sie kommt in Fujian vor.[2]
- Symplocos glandulifera Brand ex Engl.: Sie kommt in China vor.[2]
- Symplocos glauca (Thunb.) Koidzumi: Sie kommt in Indien, Myanmar, Thailand, Vietnam, Japan, Taiwan und in China vor.[2]
- Symplocos glomerata King ex C.B.Clarke: Sie kommt in Indien, Bhutan, Sikkim und in China in Höhenlagen zwischen 1200 und 2700 Metern vor.[1][2]
- Symplocos groffii Merrill: Sie kommt in Vietnam und in China vor.[2]
- Symplocos hainanensis Merrill & Chun ex H.L.Li: Sie kommt in Guangdong und auf Hainan vor.[2]
- Symplocos heishanensis Hayata: Sie kommt in China und in Taiwan vor.[2]
- Symplocos hookeri C.B.Clarke ex J.D.Hooker: Sie kommt in Indien, Myanmar, Thailand, Laos, Vietnam und in Yunnan vor.[2]
- Symplocos lancifolia Sieb. & Zucc.: Sie kommt in Indien, Bangladesch, Vietnam, auf den Philippinen, in Japan, Taiwan und China vor[1]
- Symplocos lucida (Thunb.) Siebold & Zucc. (Syn.: Laurus lucida Thunb., Symplocos theifolia D.Don): Sie kommt in Indien, Bhutan, Indonesien, Malaysia, Indochina, auf den Philippinen, in China, Taiwan und Japan vor.[1]
- Symplocos matudae Lundell: Sie kommt in Mexiko vor.
- Symplocos menglianensis Y.Y.Qian: Sie kommt nur in Yunnan vor.[2]
- Symplocos modesta Brand ex Engl.: Sie kommt in Höhenlagen von etwa 1000 Meter auf Taiwan vor.[2]
- Symplocos nokoensis (Hayata) Kanehira: Sie kommt in Höhenlagen zwischen 3000 und 3200 Meter auf Taiwan vor.[2]
- Symplocos ovatilobata Nooteboom: Sie kommt nur in Hainan vor.[2]
- Symplocos paniculata Miq. (Syn.: Cotoneaster coreana H.Lév., Palura paniculata var. pilosa Nakai, Prunus paniculata Thunb., Symplocos chinensis (Lour.) Druce, Symplocos coreana (H.Lév.) Ohwi): Sie kommt in Indien, Bangladesch, Bhutan, Laos, Myanmar, Vietnam, Korea, Japan, Taiwan und China vor und ist in Nordamerika ein Neophyt.[1]
- Symplocos paucinervia Nooteboom: Sie kommt nur in Guangxi vor.[2]
- Symplocos pendula Wight: Sie kommt in Indien, Myanmar, Vietnam, Indonesien, Malaysia, Taiwan, Japan und China vor.[2]
- Symplocos pergracilis (Nakai) T.Yamaz.: Sie kommt in Japan vor.
- Symplocos pilosa Rehder ex Sargent: Sie kommt im südlichen Yunnan vor.[2]
- Symplocos poilanei Guillaumin: Sie kommt in Vietnam und in China vor.[2]
- Symplocos prunifolia Siebold & Zucc.: Sie kommt nur in Japan und Südkorea (Cheju) vor[1]
- Symplocos pseudobarberina Gontscharow: Sie kommt in Kambodscha, Vietnam und in China vor.[2]
- Symplocos pyrifolia Wallich ex G.Don: Sie kommt in Indien, Nepal, Bangladesch, Bhutan und Xizang vor.[2]
- Symplocos racemosa Roxb.: Sie kommt in Indien, Myanmar, Bangladesch, Thailand, Vietnam, Laos, Kambodscha, China und in Palau vor[1][2]
- Symplocos ramosissima Wall. ex G. Don: Sie kommt in Indien, Bhutan, Nepal, Myanmar, Vietnam und in China vor.[1]
- Symplocos sawafutagi Nagamasu: Sie kommt in Japan vor.
- Symplocos serrulata Humb. & Bonpl.: Sie kommt in Mexiko (Chiapas), Costa Rica, Panama und Kolumbien vor.[1]
- Symplocos spectabilis Brand ex Engl.: Sie kommt in Myanmar und in Yunnan vor.[2]
- Symplocos stellaris Brand: Sie kommt in China, Taiwan und auf Okinawa vor.[2]
- Symplocos sulcata Kurz: Sie kommt in Yunnan und in Xizang vor.[2]
- Symplocos sumuntia Buchanan-Hamilton ex D.Don: Sie kommt in Indien, Bhutan, Nepal, Bangladesch, Malaysia, Indochina, Taiwan und in China vor.[1]
- Symplocos tinctoria (L.) L'Hér.: Sie kommt nur in den USA vor[1]
- Symplocos ulotricha Ling: Sie kommt in Fujian und in Guangdong vor.[2]
- Symplocos vacciniifolia H.S.Chen & H.G.Ye: Sie kommt in Guangdong vor.[2]
- Symplocos viridissima Brand ex Engl.: Sie kommt in Indien, Myanmar, Vietnam und in China vor.[2]
- Symplocos wikstroemiifolia Hayata: Sie kommt in Malaysia, Vietnam, Taiwan und in China vor.[2]
- Symplocos xylopyrena C.Y.Wu ex Y.F.Wu: Sie kommt in Yunnan und in Xizang vor.[2]
- Symplocos yangchunensis H.G.Ye & F.W.Xing: Sie kommt in Guangdong vor.[2]

## Symplocosals Bernsteineinschluss
Die größte jemals in Bernstein entdeckte Blüte wurde 2022 von Eva-Maria Sadowski vom Museum für Naturkunde Berlin und Christa-Charlotte Hofmann von der Universität Wien als „asiatischer Vertreter der Gattung Symplocos“ identifiziert. Demnach wurde vor etwa 34 bis 38 Millionen Jahren eine Blüte der Art Symplocos kowalewskii in Harz eingeschlossen. Pressemeldungen zufolge sei das Fossil aus der Sammlung der Bundesanstalt für Geowissenschaften und Rohstoffe in Berlin vor 150 Jahren entdeckt und fälschlicherweise als Scheinkamelie beschrieben worden.